# 剑河县
剑河县是中华人民共和国贵州省黔东南苗族侗族自治州下属的一个县。
东邻天柱县和锦屏县，南邻黎平县和榕江县，西邻雷山县和台江县，北邻施秉县、镇远县和三穗县。面积2173平方公里，2002年人口23.87万，其中以苗、侗族为主的少数民族人口占96%。邮政编码556400，县政府驻革东镇。
剑河县老县城为柳川镇，1934年12月中央红军与中共中央长征经过此镇。由于兴建三板溪水电站，2006年7月26日开始，剑河县城1.57万居民由柳川镇搬迁至革东镇。革东镇原为台江县的大镇。

## 行政区划
剑河县下辖1个街道办事处、11个镇、1个乡：
仰阿莎街道、柳川镇、岑松镇、南加镇、南明镇、革东镇、磻溪镇、太拥镇、久仰镇、南哨镇、南寨镇、观么镇和敏洞乡。